# Рокі (Оклахома)
Рокі (англ. Rocky) — місто (англ. town) в США, в окрузі Вошіта штату Оклахома. Населення — 128 осіб (2020).

## Географія
Рокі розташоване за координатами 35°9′22″ пн. ш. 99°3′34″ зх. д. / 35.15611° пн. ш. 99.05944° зх. д. (35.156102, -99.059357).  За даними Бюро перепису населення США в 2010 році місто мало площу 0,59 км², уся площа — суходіл.

## Демографія
Згідно з переписом 2010 року, у місті мешкали 162 особи в 76 домогосподарствах у складі 53 родин. Густота населення становила 274 особи/км².  Було 93 помешкання (157/км²).
Расовий склад населення:
| - 98,8 % — білих - 1,2 % — азіатів |

До двох чи більше рас належало 0,0 %. Частка іспаномовних становила 1,2 % від усіх жителів.
За віковим діапазоном населення розподілялося таким чином: 17,3 % — особи молодші 18 років, 53,7 % — особи у віці 18—64 років, 29,0 % — особи у віці 65 років та старші. Медіана віку мешканця становила 51,0 року. На 100 осіб жіночої статі у місті припадало 95,2 чоловіків;  на 100 жінок у віці від 18 років та старших — 103,0 чоловіків також старших 18 років.
Середній дохід на одне домашнє господарство  становив 48 181 долар США (медіана — 32 500), а середній дохід на одну сім'ю — 60 472 долари (медіана — 47 250). За межею бідності перебувало 14,1 % осіб, у тому числі 13,0 % дітей у віці до 18 років та 19,6 % осіб у віці 65 років та старших.
Цивільне працевлаштоване населення становило 75 осіб. Основні галузі зайнятості: сільське господарство, лісництво, риболовля — 25,3 %, освіта, охорона здоров'я та соціальна допомога — 13,3 %, транспорт — 12,0 %, будівництво — 12,0 %.